# Súgandafjörður
Súgandafjörður (in lingua islandese: Fiordo di Súgandi) è un fiordo situato nella regione dei Vestfirðir, i fiordi occidentali dell'Islanda.

## Descrizione
Il Súgandafjörður è situato tra i fiordi Ísafjarðardjúp e Önundarfjörður, nella parte nordovest dei fiordi occidentali. Ha una larghezza di 1,5 km all'imboccatura e penetra per 13 km nell'entroterra. Subito oltre il monte Spilli che sovrasta il villaggio di Suðureyri, il fiordo si incurva verso sud-est, si restringe e forma delle secche.
I pendii montuosi che contornano il fiordo sono piuttosto ripidi e le poche aree con un pendio dolce sono molto strette. Vi è comunque una discreta copertura vegetativa e alcune aree sono coperte di boscaglia. Il Selárskógur (bosco delle foche) è una delle più vaste aree boschive dei Vestfirðir.
In fondo al fiordo si apre la valle Botnsdalur. Qui ci sono affioramenti di lignite che sono stati sfruttati per il riscaldamento domestico fino agli anni 1940-42.
Le fonti di energia geotermica presenti nel fiordo sono utilizzate per un certo periodo dagli abitanti di Suðureyri per riscaldare le abitazioni.
Nella maggior parte del fiordo le spiagge sono costituite da ciottoli grigi, ma sul lato nord c'è un'estesa spiaggia di sabbia nera, di chiara origine vulcanica.

## Clima
Il clima è di tipo continentale. La temperatura media annuale è di −3 °C.  Il mese più caldo è luglio con 10 °C, il più freddo dicembre, con −8 °C.

## Storia
Secondo il Landnámabók, lo storico libro degli insediamenti, la denominazione del fiordo deriva dal nome di Hallvarður Súgandi, che arrivò in Islanda dopo aver combattuto il re Harald I di Norvegia nella battaglia di Hafrsfjord.

## Accessibilità
Nel 1966 è stata aperta una strada che è uno degli sbocchi del lungo tunnel Vestfjarðagöng. In precedenza si poteva utilizzare solo la strada che collega Bothnsheiði con Ísafjörður, che tuttavia è impraticabile durante l'inverno. La strada permette di raggiungere Suðureyri, sulla sponda meridionale; la strada prosegue non asfaltata e termina a Selá, poiché di lì in poi non ci sono più insediamenti permanenti, ma solo cottage estivi.
Il rischio di valanghe è elevato in molte parti del fiordo durante l'inverno.